# کارلوس ساینز جونیور
کارلوس ساینز جونیور (اسپانیایی: Carlos Sainz Jr.‎؛ زادهٔ ۱ سپتامبر ۱۹۹۴) راننده خودروی مسابقه‌ای اهل اسپانیا است، وی از سال ۲۰۱۵ در مسابقات فرمول یک شرکت می‌کند. وی درسال ۲۰۲۱ جایگزین سباستین فتل در فراری شد. او راننده تیم‌هایی به نام رنو، مک‌لارن، ردبول و حال راننده تیم ولیامز است.